# Sékou Condé (calciatore 1943)
Sékou Condé (Conakry, 1943) è un ex calciatore guineano, di ruolo difensore.

## Carriera

### Nazionale
Con la nazionale della Guinea ha giocato 21 incontri senza segnare reti. Con la nazionale olimpica ha partecipato al torneo olimpico disputatosi in Messico nel 1968, non superando la fase a gironi.
Ha inoltre partecipato con la sua nazionale alla Coppa delle nazioni africane 1970 e 1974, non superando la fase a gironi.

## Statistiche

### Cronologia presenze e reti in nazionale[2]
| Cronologia completa delle presenze e delle reti in nazionale ― Guinea | Cronologia completa delle presenze e delle reti in nazionale ― Guinea | Cronologia completa delle presenze e delle reti in nazionale ― Guinea | Cronologia completa delle presenze e delle reti in nazionale ― Guinea | Cronologia completa delle presenze e delle reti in nazionale ― Guinea | Cronologia completa delle presenze e delle reti in nazionale ― Guinea | Cronologia completa delle presenze e delle reti in nazionale ― Guinea | Cronologia completa delle presenze e delle reti in nazionale ― Guinea |
| Data                                                                  | Città                                                                 | In casa                                                               | Risultato                                                             | Ospiti                                                                | Competizione                                                          | Reti                                                                  | Note                                                                  |
| --------------------------------------------------------------------- | --------------------------------------------------------------------- | --------------------------------------------------------------------- | --------------------------------------------------------------------- | --------------------------------------------------------------------- | --------------------------------------------------------------------- | --------------------------------------------------------------------- | --------------------------------------------------------------------- |
| 7-2-1970                                                              | Wad Madani                                                            | Egitto                                                                | 4 – 1                                                                 | Guinea                                                                | Coppa d'Africa 1970 - 1º turno                                        | -                                                                     |                                                                       |
| 9-2-1970                                                              | Wad Madani                                                            | Congo-Kinshasa                                                        | 2 – 2                                                                 | Guinea                                                                | Coppa d'Africa 1970 - 1º turno                                        | -                                                                     |                                                                       |
| 11-2-1970                                                             | Wad Madani                                                            | Ghana                                                                 | 1 – 1                                                                 | Guinea                                                                | Coppa d'Africa 1970 - 1º turno                                        | -                                                                     |                                                                       |
| 3-3-1974                                                              | Damanhur                                                              | Zaire                                                                 | 2 – 1                                                                 | Guinea                                                                | Coppa d'Africa 1974 - 1º turno                                        | -                                                                     |                                                                       |
| 5-3-1974                                                              | Damanhur                                                              | Guinea                                                                | 2 – 1                                                                 | Mauritius                                                             | Coppa d'Africa 1974 - 1º turno                                        | -                                                                     |                                                                       |
| Totale                                                                |                                                                       | Presenze                                                              | 5                                                                     |                                                                       | Reti                                                                  | 0                                                                     |                                                                       |